# Брежець-при-Подгор'ї
Брежець-при-Подгор'ї (словен. Brežec pri Podgorju) — поселення в общині Копер, Регіон Обално-крашка, Словенія. Висота над рівнем моря: 376,9 м.